# ريان ميتشيل
ريان ميتشيل (بالإنجليزية: Ryan Mitchell) هو سباح أسترالي، ولد في 24 أبريل 1977 في ميناء أوغستا في أستراليا.

## وصلات خارجية
- ريان ميتشيل على موقع الاتحاد الدولي للسباحة (الإنجليزية)
- ريان ميتشيل على موقع أوليمبيديا (الإنجليزية)
- ريان ميتشيل على موقع اللجنة الأولمبية الأسترالية (الإنجليزية)
- ريان ميتشيل على موقع اتحاد ألعاب الكومنولث (مؤرشف) (الإنجليزية)